# 1811 în literatură
Anul 1811 în literatură a implicat o serie de evenimente și cărți noi semnificative.  

## Cărți noi
- Jane Austen - Sense and Sensibility
- Amelia Beauclerc - Eva of Cambria
- Mary Brunton - Self-Control
- Augustus Jacob Crandolph - The Mysterious Hand
- Charlotte Dacre - The Passions
- Friedrich de la Motte Fouqué - Undine
- Rachel Hunter -The Schoolmistress
- Heinrich von Kleist - Michael Kohlhaas
- Mary Meeke - Stratagems Defeated
- Lady Morgan - The Missionary: An Indian Tale
- Emma Parker - Elfrida, Heiress of Belgrove
- Percy Bysshe Shelley - St. Irvyne; or, The Rosicrucian
- Catherine Smith 
  - Barozzi
  - The Caledonian Bandit
- Elizabeth Thomas - Mortimer Hall
- Sarah Wigley - Glencarron: a Scottish Tale
- Sophia F Ziegenhirt - Seabrook Village and Its Inhabitants